# John Alldis
John Alldis (10 de agosto de 1929 – 20 de dezembro de 2010) foi um maestro inglês. Alldis nomeado ao Grammy por seus trabalhos com Sir Adrian Boult, em 1974, e com Sir Georg Solti, em 1978.

## Biografia
Nascido em 1929, Alldis estudou no King´s College e depois de deixar a Universidade de Cambridge foi contratado em 1966 pela Orquestra Sinfónica de Londres para formar e dirigir o primeiro grupo coral daquele agrupamento musical.
Em 1969 mudou-se para o coro da Filarmónica de Londres, onde permaneceu até 1982.
Maestro e diretor de coro, ficou para sempre ligado ao grupo que fundou em 1962, o John Alldis Choir, pela primeira actuação com os cânticos do Requiem de Igor Stravinsky, e fez diversas gravações com artistas como Luciano Pavarotti, Placido Domingo, Janet Baker, Joan Sutherland e Kiri Te Kanawa.
Alldis ficou também conhecido por ter dirigido o seu coro na primeira apresentação e gravação do disco da banda Pink Floyd "Atom Heart Mother", em 1970.